# Boulange

Bahnhof Bollingen, vor 1914

Boulange (deutsch Bollingen) ist eine französische Gemeinde mit 2431 Einwohnern (Stand 1. Januar 2022) im Département Moselle in der Region Grand Est (bis 2015 Lothringen).

## Geographie
Die Gemeinde liegt in Lothringen, 20 Kilometer westlich von Thionville (deutsch Diedenhofen) an der Grenze zum Département Meurthe-et-Moselle. Sie besteht aus den Ortsteilen Boulange, Bassompierre (Bettstein), Cité de la Mine, Cité des Employés, Cité du Boi, Moulin de Boulanges und Le Moulin de Moyeuvre.

## Geschichte
Boulange wurde erstmals 1178 als Bollingen erwähnt. Der Ort gehörte zum Herzogtum Bar, das 1766 von Frankreich annektiert worden war.  Bassompierre (deutsch Bettstein) wurde 1133 erstmals als Bazompetra erwähnt, dann im Jahr 1570 als Betstein. 
Nach dem  Frieden von Frankfurt vom 10. Mai 1871 kamen Bollingen und Bettstein zusammen mit Aumetz, Havingen, Tressingen samt den benachbarten Weilern Lüdelingen und  Beuern (Bure), Gandringen, Fentsch und elf weiteren Orten von Französisch-Lothringen durch Gebietsaustausch an Deutschland zurück, wo sie dem Bezirk Lothringen im Reichsland Elsaß-Lothringen zugeordnet wurden.
1899 erreichte die Eisenbahn die Gemeinde mit der zunächst bis Aumetz fertiggestellten Bahnstrecke Fentsch – Esch an der Alzette. Sie hatte vor allem im Güterverkehr Bedeutung. 
Nach dem Ersten Weltkrieg musste die Region 1919 aufgrund der Bestimmungen des Versailler Vertrags an Frankreich abgetreten werden.
Der Personen-Zugverkehr wurde hier schon 1948, der Güterverkehr Anfang der 1990er Jahre aufgegeben, als die Eisenerz-Gruben schlossen.

### Bevölkerungsentwicklung
| Jahr      | 1962 | 1968 | 1975 | 1982 | 1990 | 1999 | 2007 | 2019 |
| Einwohner | 2528 | 2196 | 1941 | 1839 | 1757 | 1776 | 2236 | 2476 |

## Wappen
Beschreibung: „In Rot ein blaugekleideter Arm aus einer silbernen Wolke am linken Schildrand hervorbrechend hält ein Schwert mit silberner Klinge und goldenem Griff nach oben zwischen zwei goldenen Steinen und darauf ein sechszackiger goldener Stern.“

## Sehenswürdigkeiten
- Mariä-Geburt-Kirche
- Kapelle Saint-Luc im Ortsteil Bassompierre

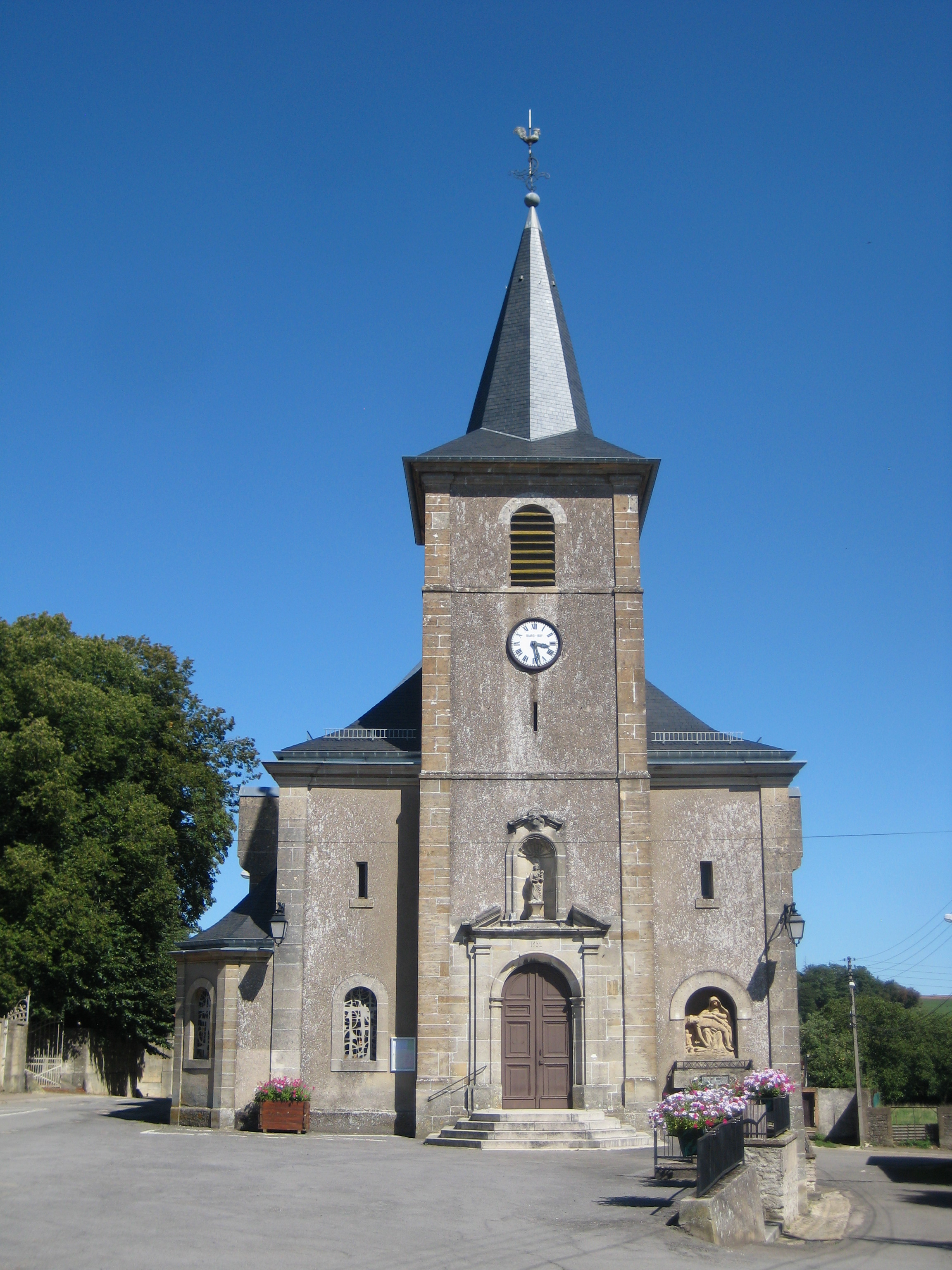
Mariä-Geburt-Kirche
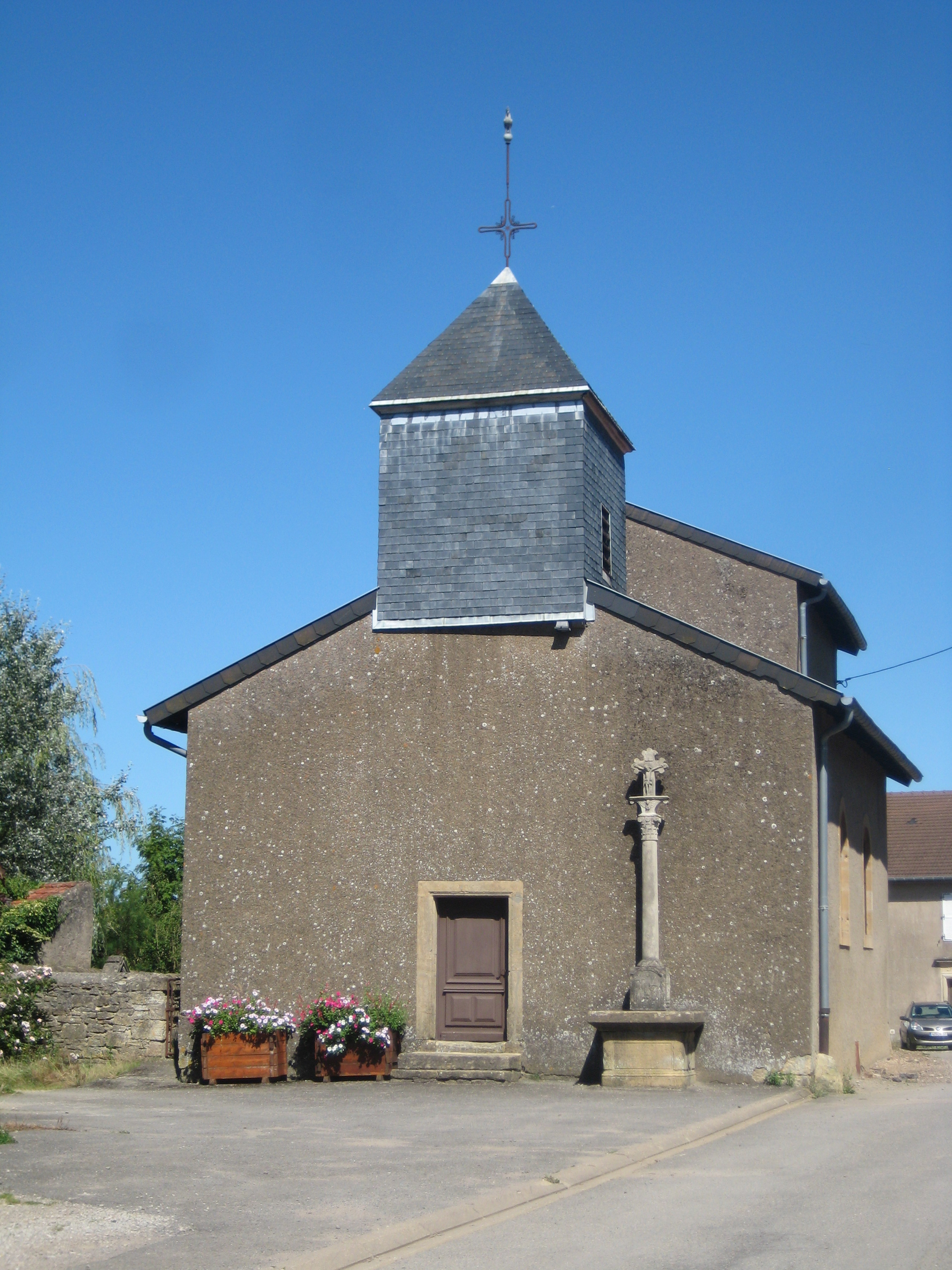
Kapelle Saint-Luc

## Belege
1. ↑  Eugen H. Th. Huhn: Deutsch-Lothringen. Landes-, Volks- und Ortskunde, Stuttgart 1875, S. 324 (online).
2. ↑  Vollständiges geographisch-topographisch-statistisches Orts-Lexikon von Elsass-Lothringen. Enthaltend: die Städte, Flecken, Dörfer, Schlösser, Gemeinden, Weiler, Berg- und Hüttenwerke, Höfe, Mühlen, Ruinen, Mineralquellen u. s. w. mit Angabe der geographischen Lage, Fabrik-, Industrie- u. sonstigen Gewerbethätigkeit, der Post-, Eisenbahn- u. Telegraphen-Stationen u. geschichtlichen Notizen etc. Nach amtlichen Quellen bearbeitet von H. Rudolph. Louis Zander, Leipzig 1872, 
Sp. 77–78 unten (online).
3. ↑  Wappen auf genealogie-lorraine.fr (französisch)